# Diana Karenne
Diana Karenne est une actrice et réalisatrice polonaise née le 22 juillet 1897 à Dantzig (Empire allemand), et morte le 14 octobre 1940 à Aix-la-Chapelle (Allemagne) des suites de blessures, subies lors d’un bombardement aérien de cette ville en juillet 1940, après trois mois passés dans le coma sans avoir repris connaissance,. 

## Filmographie

### Actrice
- 1916 : Quand l'amour réfleurit de Ernesto Maria Pasquali
- 1916 : La contessa Arsenia de Ernesto Maria Pasquali
- 1916 : Oltre la vita, oltre la morte de Ernesto Maria Pasquali
- 1916 : Lea : Lea
- 1916 : Il marchio de Armand Pouget
- 1917 : Il fiacre n. 13 de Alberto Capozzi et Gero Zambuto
- 1918 : Passion tzigane de Umberto Paradisi
- 1918 : Trittico italiano réalisateur inconnu
- 1919 : Lucrezia Borgia de Augusto Genina
- 1919 : Redenzione de Carmine Gallone et Godofredo Mateldi
- 1919 : La fiamma e la cenere de Giulio Antamoro
- 1920 : Zoya de Giulio Antamoro
- 1920 : Miss Dorothy de Giulio Antamoro
- 1920 : La studentessa de Umberto Fracchia
- 1920 : Indiana de Umberto Fracchia
- 1920 : Sophy of Kravonia; or, The Virgin of Paris de Gerard Fontaine : Sophy
- 1921 : Smarrita! de Giulio Antamoro
- 1921 : Das Spiel mit dem Feuer de Georg Kroll et Robert Wiene
- 1922 : Le Sens de la mort de Yakov Protazanov
- 1922 : Dante nella vita e nei tempi suoi de Domenico Gaido
- 1922 : Marie Antoinette - Das Leben einer Königin de Rudolf Meinert : Marie Antoinette
- 1923 : L'Ombre de péché de Yakov Protazanov :
- 1923 : Arme Sünderin de Pier Antonio Gariazzo : Nell
- 1924 : Frühlingsfluten de Nikolai Malikoff
- 1925 : Die Frau von vierzig Jahren de Richard Oswald : La femme
- 1927 : Casanova de Alexandre Volkoff : Maria, Duchesse de Lardi
- 1928 : L'Enfer d'amour (Liebeshölle) de Wiktor Biegański et Carmine Gallone
- 1928 : Rasputins Liebesabenteuer de Martin Berger : Zarin
- 1928 : Eine Frau von Format de Fritz Wendhausen : Fürstin Petra
- 1928 : La vena d'oro de Guglielmo Zorzi
- 1929 : Le Collier de la reine (ou L'Affaire du collier de la reine) de Tony Lekain et Gaston Ravel : Marie-Antoinette / Oliva
- 1929 : Les Roses blanches de Gilmore ou Les Roses de Gilmore (Die weißen Rosen von Ravensberg) de Rudolf Meinert : Maria von Ravensberg
- 1929 : Fécondité de Henri Étiévant et Nicolas Evreïnoff
- 1940 : Manon Lescaut de Carmine Gallone

### Réalisatrice
- 1916 : Lea
- 1917 : Il romanzo di Maud
- 1917 : Pierrot
- 1917 : Justice de femme !
- 1919 : La signora dalle rose
- 1917 : La Damina di porcellana
- 1919 : Sleima
- 1919 : La peccatrice casta coréalisé avec Gennaro Righelli
- 1920 : La veggente
- 1920 : Ave Maria coréalisé avec Memmo Genua